# Christiania-Inseln
Die Christiania-Inseln (französisch Îles Christiania) sind eine Gruppe von Inseln und Rifffelsen zwischen den Inseln Liège Island und Trinity Island im Palmer-Archipel westlich der Antarktischen Halbinsel.
Die Inseln wurden bei der Belgica-Expedition (1897–1899) unter der Leitung des belgischen Polarforschers Adrien de Gerlache de Gomery kartiert. Dieser benannte sie nach der norwegischen Hauptstadt Christiania (heute Oslo), wo er Unterstützung und Ausrüstungsgegenstände für seine Forschungsreise erhalten hatte.